# Zenzizenzizenzic

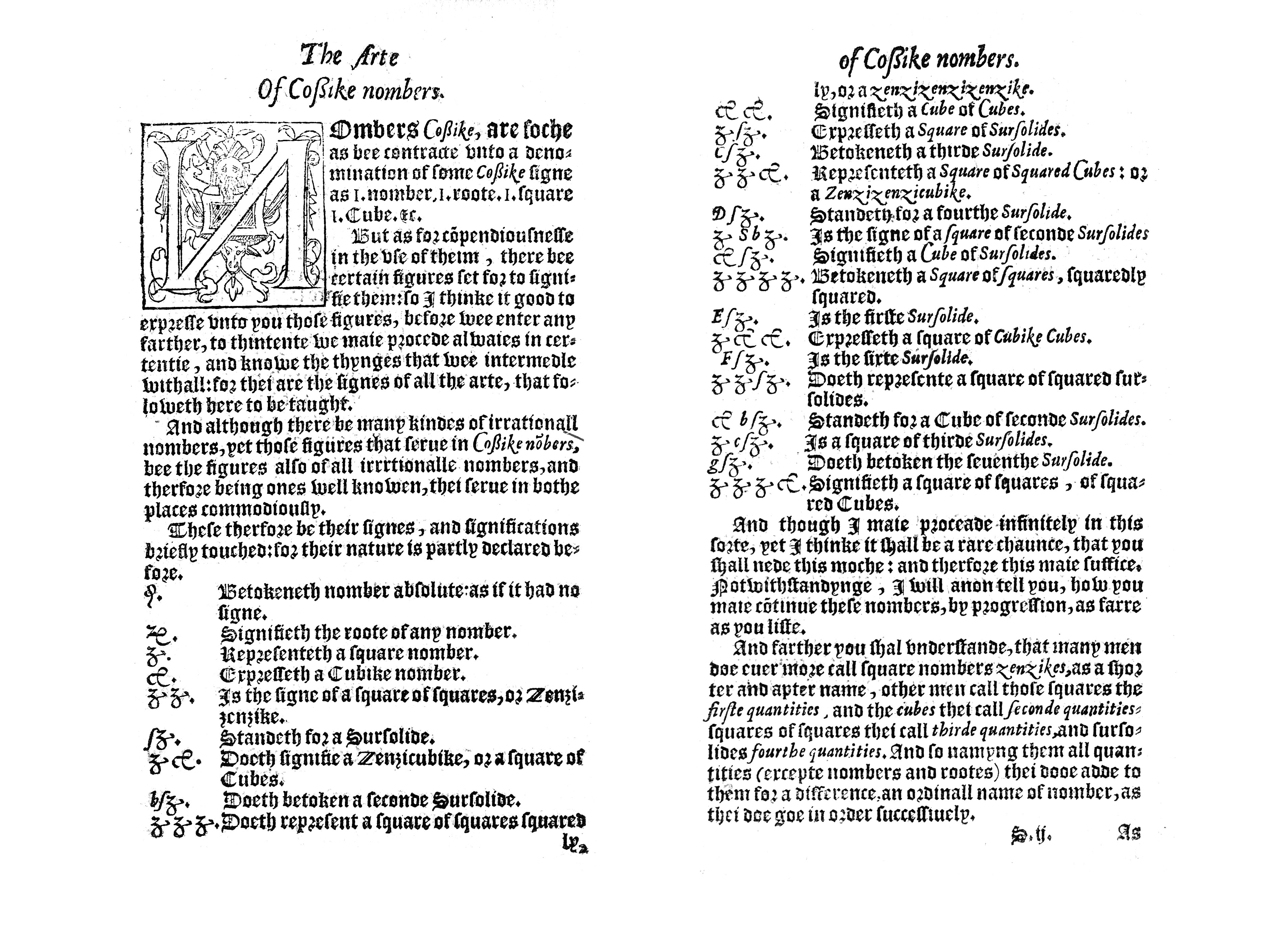
The Whetstone of Witte (1557)

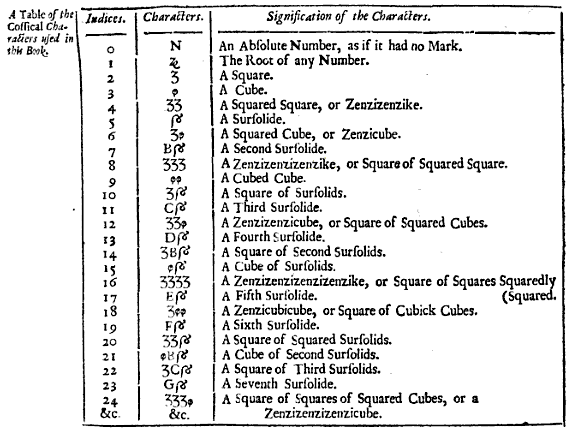
Tabella compilata da Samuel Jeake nel 1671

Zenzizenzizenzic è una notazione matematica obsoleta che indica l'ottava potenza di un numero, ovvero {\displaystyle x^{8}}.
L'introduzione del termine si deve al matematico Robert Recorde, che definisce lo zenzizenzizenzike «a square of squares squaredly» (il quadrato di un quadrato al quadrato). È inoltre utilizzato da Samuel Jeake in Compleat Body of Arithmetic (1701), dove definisce anche la sedicesima potenza come zenzizenzizenzizenzike.
L'etimologia deriva dalla parola tedesca zenzic. Il suo uso è analogo al «censo di censo» adoperato, tra gli altri, da Leonardo Fibonacci nel suo Liber abbaci per indicare la potenza alla quarta, ovvero {\displaystyle x^{2^{2}}=x^{4}}.
L'uso della parola è attestato nell'Oxford English Dictionary. Il termine è anche una curiosità linguistica in quanto è quello con più z all'interno dell'OED.